# Wonderland (Dream Amiの曲)
「Wonderland」（ワンダーランド）は、Dream Amiの7枚目のシングル。2018年10月24日にrhythm zoneから発売。

## 概要
【CD＋DVD】【CD】２形態で発売。
同シングルは映画『オズランド 笑顔の魔法おしえます。』の主題歌、美容・ヘルスケア分野向け求人メディア「リジョブ」のCMソング、ユニリーバ「Lux Shine Plus」スペシャルコラボソングとなることが発表。カップリング曲「NEXT」はNetflixオリジナル映画『ネクスト ロボ』日本語吹替版エンディングソングになることが発表。同時に、同曲のスペシャルムービーが公開。8月20日にリリース情報の詳細が発表。
Eri SAWATARIが監督となり、女性らしい視点からミニチュアになったDream Amiが巨大な日用品に囲まれながら生活している様子を描いた、表題曲「Wonderland」のミュージックビデオが9月20日に公開。

## 収録曲

### 【CD＋DVD】

#### DISC-1 CD
1. Wonderland
  - 作詞：Dream Ami　作曲：Erik Lidbom、FAST LANE
  - 映画『オズランド 笑顔の魔法おしえます。』主題歌[2][3]
  - 美容・ヘルスケア分野向け求人サイト「リジョブ」CMソング[4][5]
  - ユニリーバ「Lux Shine Plus」スペシャルコラボソング[6]
2. NEXT
  - 作詞：Giz'Mo　作曲：Henrik Nordenback、Christian Fast、LISA DESMOND
  - Netflixオリジナル映画『ネクスト ロボ』日本語吹替版エンディングソング[7]
  - Netflixでの映画公開にあわせて先行配信[12]
3. Wonderland (Instrumental)

#### DISC-2 DVD
1. Wonderland （Video Clip）
2. NEXT （Special Movie）
3. 「a-nation 2018 supported by dTV & dTV チャンネル」ライブ映像(全３曲)
  - トライ・エヴリシング （Dream Ami version）
  - Follow Me（Dream Ami Band version）
  - Wonderland

### 【CD】
1. Wonderland
2. NEXT
3. Wonderland (Instrumental)
4. Next (Instrumental)